# Mniobryum
Mniobryum là một chi rêu trong họ Bryaceae.